# Liste der Monuments historiques in Les Garennes sur Loire
Die Liste der Monuments historiques in Les Garennes sur Loire führt die Monuments historiques in der französischen Gemeinde Les Garennes sur Loire auf.

## Liste der Bauwerke

### Juigné-sur-Loire
| Bezeichnung           | Beschreibung                  | Standort                        | Kennzeichnung | Schutzstatus | Datum | Bild |
| --------------------- | ----------------------------- | ------------------------------- | ------------- | ------------ | ----- | ---- |
| Pfarrhaus             | Erbaut im 17./18. Jahrhundert | 13 Grand Rue (Lage)             | PA00109143    | Inscrit      | 1965  |      |
| Kirche St-Germain     | Erbaut im 12./13. Jahrhundert | Grand Rue (Lage)                | PA00109141    | Classé       | 1965  |      |
| Maison Les Charmettes | Erbaut im 17./18. Jahrhundert | 11 Grand Rue (Lage)             | PA00109142    | Inscrit      | 1965  |      |
| Befestigtes Haus      | Erbaut ab dem 15. Jahrhundert | 9 chemin du Haut Plessis (Lage) | PA49000029    | Inscrit      | 2001  |      |

### Saint-Jean-des-Mauvrets
| Bezeichnung            | Beschreibung                                            | Standort                     | Kennzeichnung | Schutzstatus | Datum | Bild           |
| ---------------------- | ------------------------------------------------------- | ---------------------------- | ------------- | ------------ | ----- | -------------- |
| Château Saint-Jean     | Schloss, erbaut im 16. Jahrhundert                      | 13 rue du Vieux Bourg (Lage) | PA49000096    | Inscrit      | 2016  |                |
| Logis de la Gachetière | Haus, erbaut in der zweiten Hälfte des 15. Jahrhunderts | 1 route de la Vallée (Lage)  | PA49000011    | Inscrit      | 1997  | weitere Bilder |